# Lirobittium quadrifilatum
Lirobittium quadrifilatum är en snäckart som först beskrevs av Carpenter 1864.  Lirobittium quadrifilatum ingår i släktet Lirobittium och familjen Cerithiidae. Inga underarter finns listade i Catalogue of Life.